# Jan Sylwan
Jan Sylwan (ur. 1370 w Czechach, zm. 1440 w Wenecji) – czeski kaznodzieja, spowiednik króla Władysława II Jagiełły.

## Życiorys
W 1389 otrzymał tytuł bakałarza na Uniwersytecie Karola w Pradze, trzy lata później został magistrem Artium. W 1394 przybył na dwór króla polskiego Władysława Jagiełły, gdzie został spowiednikiem królewskim oraz kapelanem obozowym wojsk polskich. Dwukrotnie odbywał misje chrystianizacyjne na Litwie w latach 1394–1398 oraz 1411–1414.
Po 1400 ukończył studia teologiczne na uniwersytecie w Krakowie. Prawdopodobnie uzyskał tytuł magistra teologii.
Pełnił funkcję przeora norbertanów w Nowym Sączu. Po sporze z wielkim księciem litewskim Witoldem wyjechał do Włoch i wstąpił do zakonu kamedułów. Przyjął wówczas zakonne imię Hieronim.
W latach 1428–1430 odbył pielgrzymkę do Ziemi Świętej. W 1432 jako ekspert od spraw husyckich brał udział w Soborze w Bazylei. Jako legat papieski odbył podróż do Polski w 1433, aby zapobiec zbliżeniu polsko-czeskiemu.
Znany głównie z dzieł kaznodziejskich:
- Postylla Linea Salutis Aeternae – spisana przypuszczalnie około 1405,
- Postylla Exemplar Salutis Aeternae – spisana w 1409,
- Quadragenta Salutis Aeterna – kazania wielkopostne z 1435,
- Postylla Linea Salutis Heremitarum.